# Danh sách album nhạc phim Digimon Savers
Dưới đây là danh sách toàn bộ album nhạc phim trong series Digimon Savers.

## Tổng quan
| STT | Tên album                                     | Ngày phát hành      | Tham khảo |
| --- | --------------------------------------------- | ------------------- | --------- |
| 1   | Digimon Savers Original Soundtrack            | 2 tháng 8 năm 2006  | [ 1 ]     |
| 2   | Digimon Savers Best Hit + New Character Songs | 18 tháng 4 năm 2007 | [ 2 ]     |
| 3   | Digimon Savers Flashback!                     | 1 tháng 8 năm 2008  | [ 1 ]     |

## Danh sách chi tiết

### Digimon Savers Original Soundtrack
Toàn bộ soundtrack được hòa âm bởi Oku Keiichi.
| STT              | Nhan đề                                                                    | Phổ lời           | Phổ nhạc         | Trình bày        | Thời lượng |
| ---------------- | -------------------------------------------------------------------------- | ----------------- | ---------------- | ---------------- | ---------- |
| 1.               | "Gouing! Going! My Soul!! (TV size)" (強ing! Going! My Soul!! (TV サイズ)) | Hiruma Tooru      | POM              | Dynamite SHU     | 1:03       |
| 2.               | "Chouhatsu ∞" (挑発∞)                                                      |                   | Oku Keiichi      |                  | 3:32       |
| 3.               | "Bi • Silent" (美 • サイレント)                                            |                   | Oku Keiichi      |                  | 2:56       |
| 4.               | "Yume no Naka e" (夢の中へ)                                                |                   | Oku Keiichi      |                  | 3:53       |
| 5.               | "DR"                                                                       |                   | Oku Keiichi      |                  | 1:57       |
| 6.               | "It's BAD"                                                                 |                   | Oku Keiichi      |                  | 1:56       |
| 7.               | "-3C"                                                                      |                   | Oku Keiichi      |                  | 1:44       |
| 8.               | "Heart Breaker" (ハートブレイカー)                                         |                   | Oku Keiichi      |                  | 1:38       |
| 9.               | "Glow In The Dark"                                                         |                   | Oku Keiichi      |                  | 1:50       |
| 10.              | "Jikkai" (十戒)                                                            |                   | Oku Keiichi      |                  | 1:37       |
| 11.              | "Sub Title ~Savers~" (サブ • タイトル ~セイバーズ~)                        |                   | Oku Keiichi      |                  | 0:10       |
| 12.              | "Toki no Kawa o Koete" (時の河を超えて)                                    |                   | Oku Keiichi      |                  | 1:39       |
| 13.              | "Death Trap" (デス • トラップ)                                             |                   | Oku Keiichi      |                  | 2:14       |
| 14.              | "Sky Valley" (スカイバレー)                                                |                   | Oku Keiichi      |                  | 1:30       |
| 15.              | "Believer (OST size)"                                                      | Yamada Hiroshi    | Oota Michihiko   | IKUO             | 1:40       |
| 16.              | "Kaze ni Fukarete" (風に吹かれて)                                          |                   | Oku Keiichi      |                  | 2:28       |
| 17.              | "Melody" (メロディー)                                                      |                   | Oku Keiichi      |                  | 1:51       |
| 18.              | "Koko dake no Hanashi~Off Record~" (ここだけの話 ~オフレコ~)               |                   | Oku Keiichi      |                  | 1:36       |
| 19.              | "CLASH"                                                                    |                   | Oku Keiichi      |                  | 1:41       |
| 20.              | "E Kimochi" (E 気持)                                                       |                   | Oku Keiichi      |                  | 1:39       |
| 21.              | "Main Theme" (メイン • テーマ)                                             |                   | Oku Keiichi      |                  | 2:31       |
| 22.              | "One Star (TV size)" (One Star (TV サイズ))                                | Sakakibara Tomoki | POM              | Itou Yousuke     | 1:00       |
| Tổng thời lượng: | Tổng thời lượng:                                                           | Tổng thời lượng:  | Tổng thời lượng: | Tổng thời lượng: | 42:05      |

### Digimon Savers Best Hit + New Character Songs
| STT              | Nhan đề                                            | Phổ lời           | Phổ nhạc         | Trình bày                                                      | Thời lượng |
| ---------------- | -------------------------------------------------- | ----------------- | ---------------- | -------------------------------------------------------------- | ---------- |
| 1.               | "Gouing! Going! My Soul!!" (強ing!Going!My Soul!!) | Hiruma Tooru      | POM              | Dynamite SHU                                                   | 3:41       |
| 2.               | "Beater!"                                          | Yamada Hiroshi    | Oota Michihiko   | Hoshi Souichirou                                               | 4:13       |
| 3.               | "Aa Tamagoyaki" (あぁ卵焼き)                       | Kagurazaka Naoki  | Kagurazaka Naoki | Matsuno Taiki                                                  | 4:40       |
| 4.               | "One Star"                                         | Sakakibara Tomoki | POM              | Itou Yousuke                                                   | 3:56       |
| 5.               | "Friendship!!"                                     | Hiruma Tooru      | TATSUYA          | Kugimiya Rie & Koujiro Chie                                    | 3:27       |
| 6.               | "Believer"                                         | Yamada Hiroshi    | Oota Michihiko   | IKUO                                                           | 4:08       |
| 7.               | "Cool Running"                                     | Hiruma Tooru      | TATSUYA          | Nojima Hirofumi                                                | 4:26       |
| 8.               | "Itsu mademo Issho ni" (いつまでも一緒に)          | Izumikawa Sora    | Izumikawa Sora   | Nakai Kazuya                                                   | 4:10       |
| 9.               | "Hirari" (ヒラリ)                                  | Wada Kouji        | IKUO             | Wada Kouji                                                     | 3:47       |
| 10.              | "Otokodama" (男魂)                                 | Yamada Hiroshi    | Oota Michihiko   | Takemoto Eiji                                                  | 3:37       |
| 11.              | "TEAM?"                                            | Yamada Hiroshi    | Oota Michihiko   | Hoshi Souichirou, Matsuno Taiki, Nojima Hirofumi, Nakai Kazuya | 3:23       |
| 12.              | "Ryuusei" (流星)                                   | yukiko            | yukiko           | MiyuMiyu                                                       | 3:38       |
| Tổng thời lượng: | Tổng thời lượng:                                   | Tổng thời lượng:  | Tổng thời lượng: | Tổng thời lượng:                                               | 47:06      |

### Digimon Savers Flashback!
Tất cả nhạc phẩm được soạn bởi Oku Keiichi.
| Đĩa 1            | Đĩa 1                                                             | Đĩa 1      |
| STT              | Nhan đề                                                           | Thời lượng |
| ---------------- | ----------------------------------------------------------------- | ---------- |
| 1.               | "Ambitious"                                                       | 1:40       |
| 2.               | "GEAR UP 409"                                                     | 1:46       |
| 3.               | "Melody" (メロディ)                                               | 1:42       |
| 4.               | "Toki no Nagare no Naka ni" (時の流れの中に)                      | 3:17       |
| 5.               | "A day"                                                           | 2:01       |
| 6.               | "Ichioku no Yoru wo Koete" (一億の夜を越えて)                     | 1:45       |
| 7.               | "Noisy"                                                           | 1:39       |
| 8.               | "Key word"                                                        | 1:41       |
| 9.               | "Hyouryū" (漂流)                                                  | 1:59       |
| 10.              | "Hikou Shounen" (飛行少年)                                        | 1:42       |
| 11.              | "Harukana DISTANCE" (遥かなディスタンス)                          | 2:10       |
| 12.              | "Gourudo Rasshu" (ゴールドラッシュ)                               | 1:53       |
| 13.              | "Ronrinesu" (ロンリネス)                                          | 1:35       |
| 14.              | "Hitotoki" (ひととき)                                             | 2:16       |
| 15.              | "I'M JUST FIGHTER"                                                | 1:59       |
| 16.              | "BIG TIME CHANGES"                                                | 1:48       |
| 17.              | "Rakujitsu" (落日)                                                | 2:32       |
| 18.              | "GO PLAIN"                                                        | 1:39       |
| 19.              | "Shangurira" (シャングリラ)                                       | 1:37       |
| 20.              | "RAINY DAY"                                                       | 1:42       |
| 21.              | "Kanashimi no Ashioto" (悲しみの足音)                             | 2:07       |
| 22.              | "EASY ACTION"                                                     | 1:53       |
| 23.              | "Baasuto Moodo" (バーストモード)                                  | 2:23       |
| 24.              | "Ittsu Oururaito" (イッツ・オールライト)                          | 1:26       |
| 25.              | "Step into the Light ~Daidan'en~" (Step into the Light～大団円～) | 1:39       |
| Tổng thời lượng: | Tổng thời lượng:                                                  | 47:54      |

| Đĩa 2            | Đĩa 2                                     | Đĩa 2            | Đĩa 2            | Đĩa 2                                                          | Đĩa 2      |
| STT              | Nhan đề                                   | Phổ lời          | Phổ nhạc         | Trình bày                                                      | Thời lượng |
| ---------------- | ----------------------------------------- | ---------------- | ---------------- | -------------------------------------------------------------- | ---------- |
| 1.               | "Beater!"                                 | Yamada Hiroshi   | Oota Michihiko   | Hoshi Souichirou                                               | 4:13       |
| 2.               | "Aa Tamagoyaki" (あぁ卵焼き)              | Kagurazaka Naoki | Kagurazaka Naoki | Matsuno Taiki                                                  | 4:40       |
| 3.               | "Cool Running"                            | Hiruma Tooru     | TATSUYA          | Nojima Hirofumi                                                | 4:26       |
| 4.               | "Itsu mademo Issho ni" (いつまでも一緒に) | Izumikawa Sora   | Izumikawa Sora   | Nakai Kazuya                                                   | 4:10       |
| 5.               | "Yume no Kakera" (夢のカケラ)             |                  | Masaki Osamu     |                                                                | 3:53       |
| 6.               | "Otokodama" (男魂)                        | Yamada Hiroshi   | Oota Michihiko   | Takemoto Eiji                                                  | 3:37       |
| 7.               | "Friendship!!"                            | Hiruma Tooru     | TATSUYA          | Kugimiya Rie & Koujiro Chie                                    | 3:27       |
| 8.               | "TEAM?"                                   | Yamada Hiroshi   | Oota Michihiko   | Hoshi Souichirou, Matsuno Taiki, Nojima Hirofumi, Nakai Kazuya | 3:23       |
| 9.               | "Hirari ~UNPLUGGED~" (ヒラリ ~UNPLUGGED~) | Wada Kouji       | IKUO             | Wada Kouji                                                     | 3:55       |
| Tổng thời lượng: | Tổng thời lượng:                          | Tổng thời lượng: | Tổng thời lượng: | Tổng thời lượng:                                               | 35:44      |